# Ba môn phối hợp tại Thế vận hội Mùa hè 2016
Ba môn phối hợp tại Thế vận hội Mùa hè 2016 tại Rio de Janeiro được diễn ra từ ngày 18 tới ngày 20 tháng 8 năm 2016 tại Fort Copacabana. Mỗi nội dung nam và nữ có 55 vận động viên tranh tài.

## Thể thức

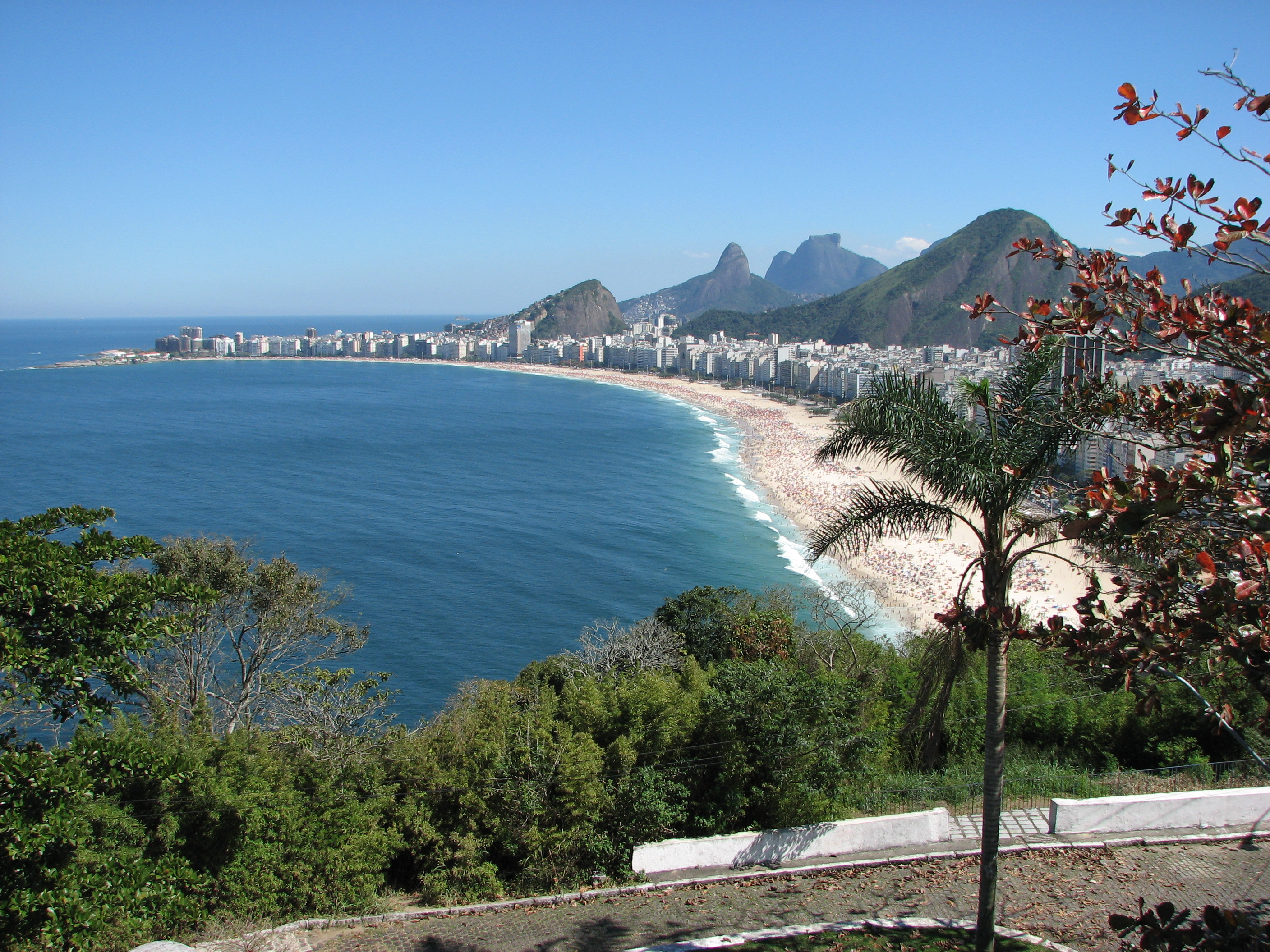
Xem cảnh Copacabana

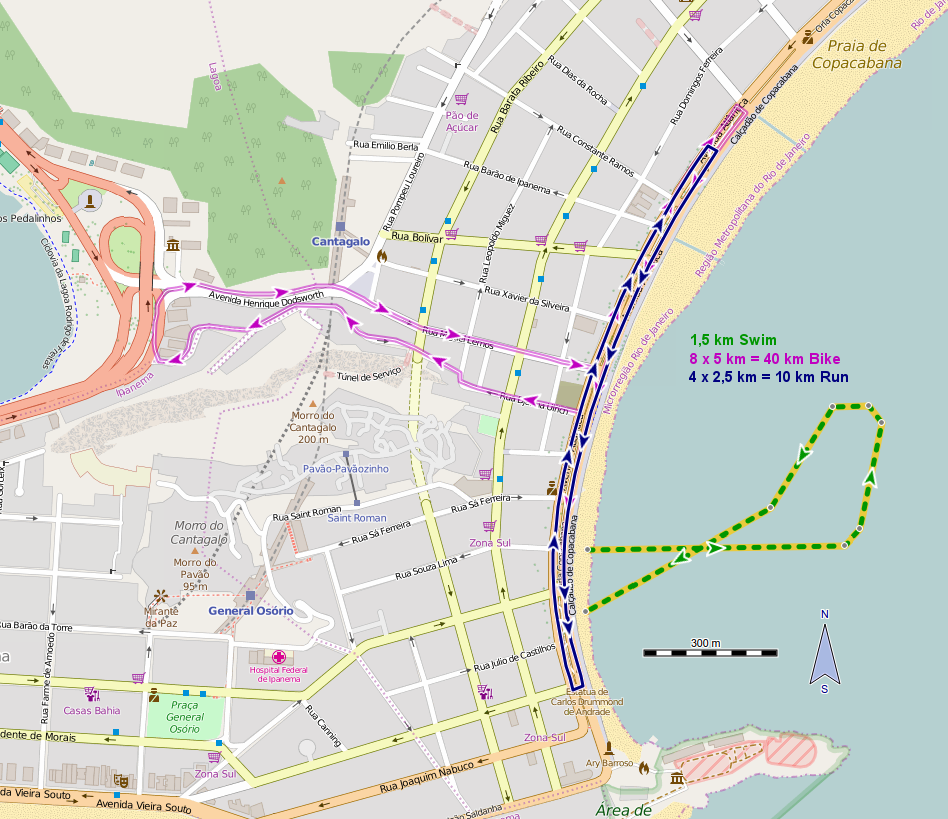
Bản đồ vòng chạy đua

Ba môn phối hợp tại Thế vận hội bao gồm ba nội dung thi đấu; bơi 1,5 km (0,93 mi), xe đạp 43 km (27 mi), và chạy 10 km (6,2 mi).

## Lịch thi đấu
Thời gian theo Giờ Brasil (UTC-3). Thời gian có thể thay đổi.
| Nội dung            | Ngày       | Thời gian bắt đầu |
| ------------------- | ---------- | ----------------- |
| Ba môn phối hợp nam | 18 tháng 8 | 11:00             |
| Ba môn phối hợp nữ  | 20 tháng 8 | 11:00             |

## Tham dự

### Các quốc gia tham dự
- Argentina (2)
- Úc (6)
- Áo (3)
- Azerbaijan (1)
- Barbados (1)
- Bỉ (4)
- Bermuda (1)
- Brasil (2)
- Canada (5)
- Chile (1)
- Trung Quốc (2)
- Costa Rica (1)
- Cộng hòa Séc (1)
- Đan Mạch (1)
- Ecuador (1)
- Estonia (1)
- Pháp (4)
- Đức (5)
- Anh Quốc (6)
- Hungary (4)
- Ireland (2)
- Israel (1)
- Ý (4)
- Nhật Bản (4)
- Jordan (1)
- Mauritius (1)
- México (5)
- Hà Lan (2)
- New Zealand (5)
- Ba Lan (1)
- Bồ Đào Nha (3)
- Nga (5)
- Slovakia (1)
- Slovenia (1)
- Nam Phi (4)
- Tây Ban Nha (6)
- Thụy Điển (1)
- Thụy Sĩ (3)
- Ukraina (1)
- Hoa Kỳ (6)

## Danh sách huy chương
| Nội dung    | Vàng                         | Bạc                          | Đồng                     |
| ----------- | ---------------------------- | ---------------------------- | ------------------------ |
| Cá nhân nam | Alistair Brownlee · Anh Quốc | Jonathan Brownlee · Anh Quốc | Henri Schoeman · Nam Phi |
| Cá nhân nữ  | Gwen Jorgensen · Hoa Kỳ      | Nicola Spirig Hug · Thụy Sĩ  | Vicky Holland · Anh Quốc |

## Bảng xếp hạng huy chương
| 1    | Anh Quốc | 1 | 1 | 1 | 3 |
| 2    | Hoa Kỳ   | 1 | 0 | 0 | 1 |
| 3    | Thụy Sĩ  | 0 | 1 | 0 | 1 |
| 4    | Nam Phi  | 0 | 0 | 1 | 1 |
| Tổng | Tổng     | 2 | 2 | 2 | 6 |